# Avrecourt
Cet article possède un paronyme, voir Avricourt.
Avrecourt est une commune française, située dans le département de la Haute-Marne en région Grand Est.
Après avoir été fusionnée avec huit autres communes en 1972 pour former la commune du Val-de-Meuse (devenue Val-de-Meuse en 1974), elle est rétablie le 1er janvier 2012.

## Géographie

### Localisation
Avrecourt est à 6,5 km au sud-est de Montigny-le-Roi.

### Communes limitrophes
| Val-de-Meuse |                     | Dammartin-sur-Meuse |
|              | Avrecourt           | Saulxures           |
|              | Andilly-en-Bassigny | Rançonnières        |

### Hydrographie
La commune est dans le bassin versant de la Meuse au sein du bassin Rhin-Meuse. Elle est drainée par le ruisseau d'Avrecourt, le ruisseau de l'Étang, le ruisseau de Quenevaille et le ruisseau la Riviere,.

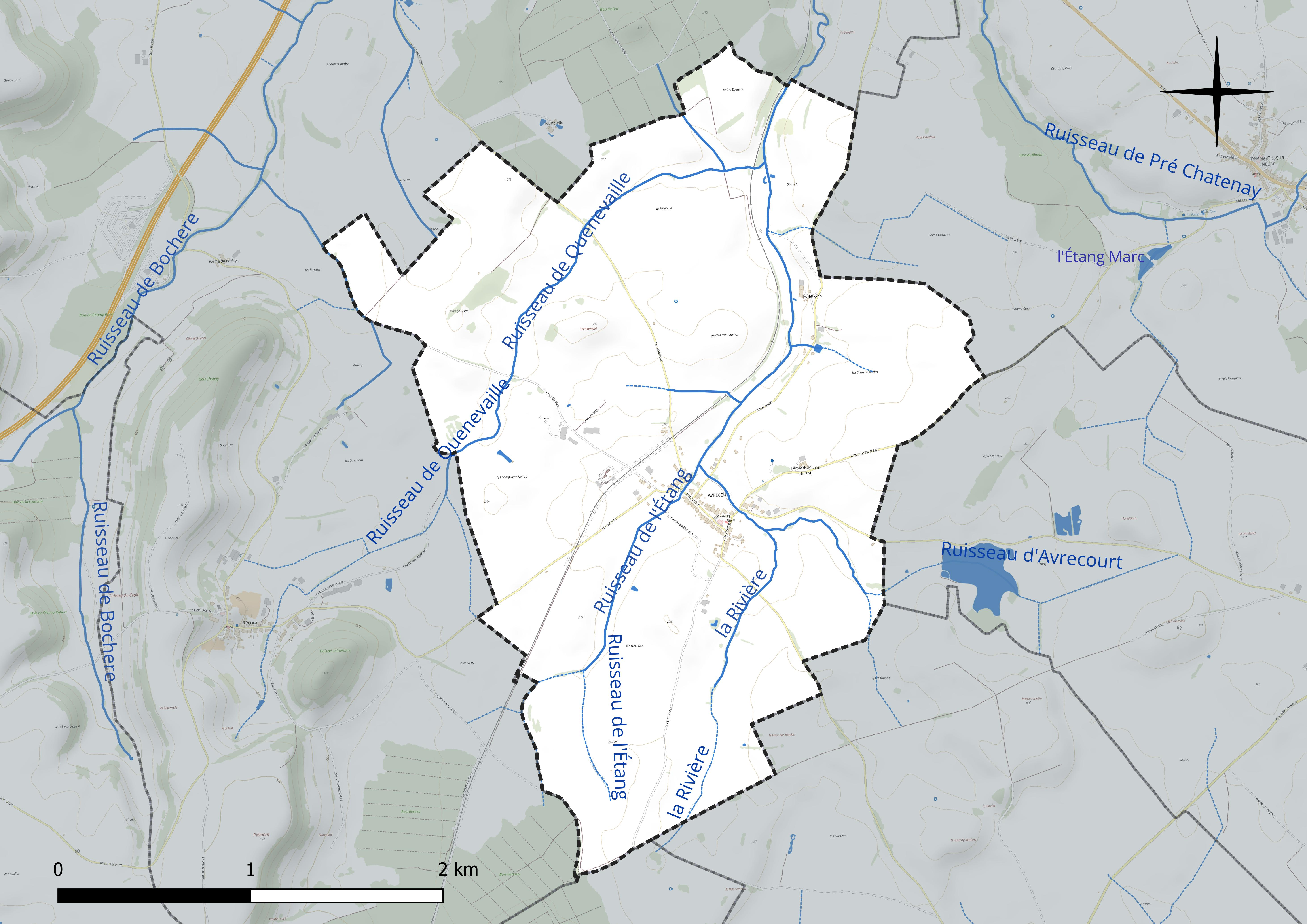
Réseau hydrographique d'Avrecourt.

## Urbanisme

### Typologie
Au 1er janvier 2024, Avrecourt est catégorisée commune rurale à habitat dispersé, selon la nouvelle grille communale de densité à sept niveaux définie par l'Insee en 2022.
Elle est située hors unité urbaine et hors attraction des villes,.

### Occupation des sols
L'occupation des sols de la commune, telle qu'elle ressort de la base de données européenne d’occupation biophysique des sols Corine Land Cover (CLC), est marquée par l'importance des territoires agricoles (96,1 % en 2018), une proportion identique à celle de 1990 (96,1 %). La répartition détaillée en 2018 est la suivante : 
prairies (69,6 %), terres arables (25,6 %), zones urbanisées (3,5 %), zones agricoles hétérogènes (0,8 %), forêts (0,4 %). L'évolution de l’occupation des sols de la commune et de ses infrastructures peut être observée sur les différentes représentations cartographiques du territoire : la carte de Cassini (XVIIIe siècle), la carte d'état-major (1820-1866) et les cartes ou photos aériennes de l'IGN pour la période actuelle (1950 à aujourd'hui).

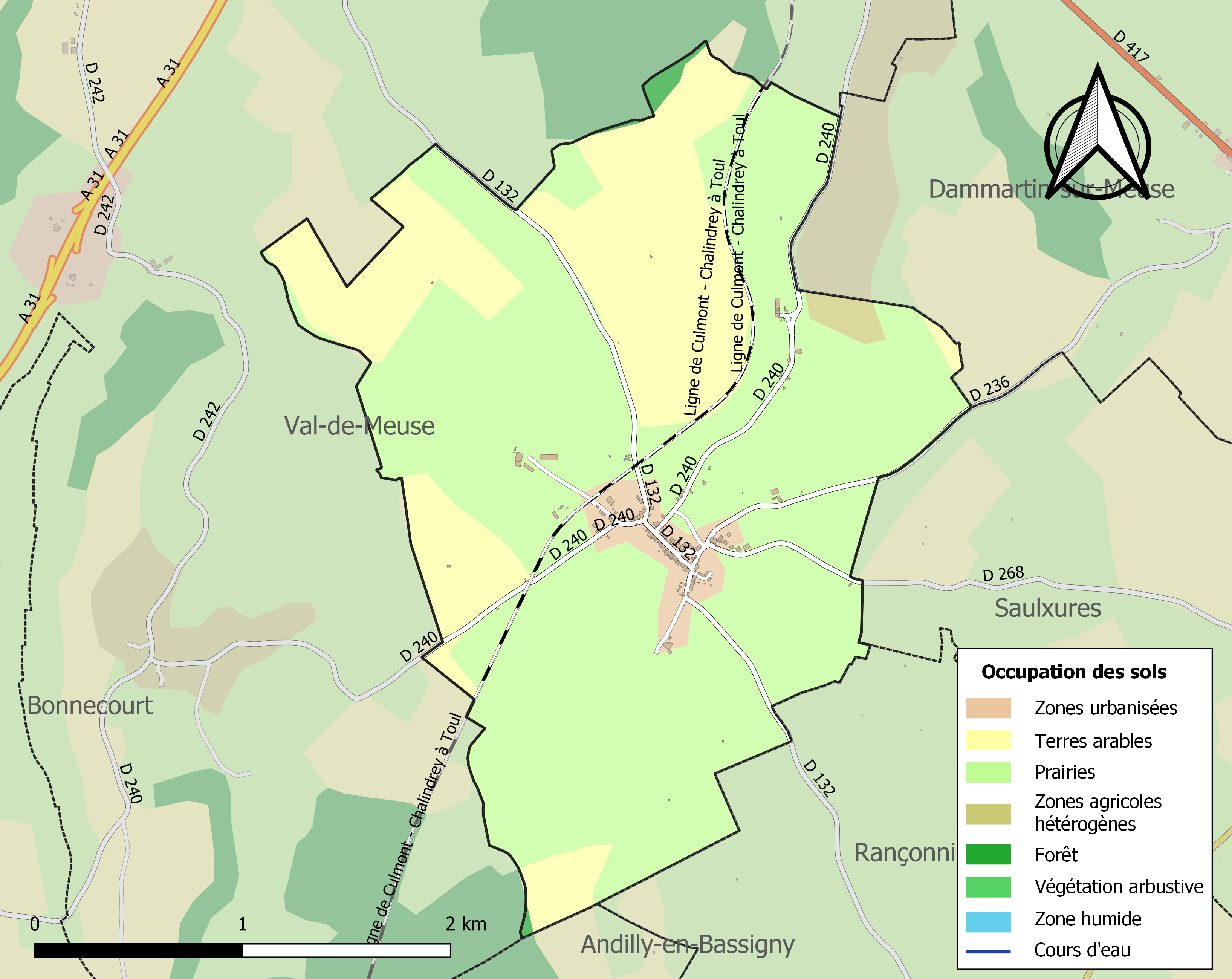
Carte des infrastructures et de l'occupation des sols de la commune en 2018 (CLC).

## Toponymie
Le nom de la localité est attesté sous les formes Avrecort (1222-1243) ; Avricort (vers 1240) ; Auvrincort (1247) ; Avrecourt (1249-1252) ; Evricuria (1269) ; Avricuria (1290) ; Avrencourt (1326) ; Avrecour (1732).

## Histoire
À partir du 2 juin 1972, la commune est associée à Montigny-le-Roi comme celles d’Épinant, de Lécourt, de Maulain, de Provenchères-sur-Meuse, de Ravennefontaines, de Récourt et de Saulxures. La nouvelle entité, qui prend le nom du Val-de-Meuse, admet un chef-lieu fixé dans l’ancienne commune de Montigny-le-Roi,.
Après l’association de Lénizeul, la commune devient Val-de-Meuse, le 9 mars 1974,.
Simultanément avec Saulxures, la commune d’Avrecourt est rétablie à compter du 1er janvier 2012.

## Politique et administration

### Liste des maires
| Période                                  | Période  | Identité      | Étiquette | Qualité |
| ---------------------------------------- | -------- | ------------- | --------- | ------- |
| Les données manquantes sont à compléter. |          |               |           |         |
| 2012                                     | 2014     | Guy Petit     |           |         |
| 2014                                     | En cours | Alain Lambert |           |         |

## Population et société

### Démographie
Les habitants sont nommés les Avrecourtois.

L'évolution du nombre d'habitants est connue à travers les recensements de la population effectués dans la commune depuis 1793. Pour les communes de moins de 10 000 habitants, une enquête de recensement portant sur toute la population est réalisée tous les cinq ans, les populations de référence des années intermédiaires étant quant à elles estimées par interpolation ou extrapolation. Pour la commune, le premier recensement exhaustif entrant dans le cadre du nouveau dispositif a été réalisé en 2015.

En 2022, la commune comptait 113 habitants, en évolution de −6,61 % par rapport à 2016 (Haute-Marne : −4,62 %, France hors Mayotte : +2,11 %).
| 1793 | 1800 | 1806 | 1821 | 1831 | 1836 | 1841 | 1846 | 1851 |
| ---- | ---- | ---- | ---- | ---- | ---- | ---- | ---- | ---- |
| 261  | 276  | 312  | 308  | 262  | 279  | 285  | 291  | 314  |

| 1856 | 1861 | 1866 | 1872 | 1876 | 1881 | 1886 | 1891 | 1896 |
| ---- | ---- | ---- | ---- | ---- | ---- | ---- | ---- | ---- |
| 272  | 266  | 279  | 281  | 257  | 270  | 258  | 268  | 270  |

| 1901 | 1906 | 1911 | 1921 | 1926 | 1931 | 1936 | 1946 | 1954 |
| ---- | ---- | ---- | ---- | ---- | ---- | ---- | ---- | ---- |
| 270  | 238  | 228  | 238  | 232  | 246  | 245  | 209  | 207  |

| 1962 | 1968 | 1975 | 1982 | 1990 | 1999 | 2006 | 2010 | 2011 |
| ---- | ---- | ---- | ---- | ---- | ---- | ---- | ---- | ---- |
| 203  | 180  | 148  | 126  | 125  | 129  | 139  | 136  | 137  |

| 2012 | 2013 | 2014 | 2015 | 2020 | 2022 | - | - | - |
| ---- | ---- | ---- | ---- | ---- | ---- | - | - | - |
| 137  | 138  | 134  | 127  | 104  | 113  | - | - | - |

## Économie
- exploitations agricoles.

## Culture locale et patrimoine

### Lieux et monuments
- L'église Saint-Vinebaud, inscrite au titre des Monuments historiques le 26 juillet 2004[15].